# Jakubinyi György
Dr. Jakubinyi György Miklós (Máramarossziget, 1946. február 13. –) nyugalmazott gyulafehérvári érsek, a Romániai örmény katolikus ordináriátus nyugalmazott apostoli kormányzója.

## Pályafutása
Gyulafehérváron szentelte pappá Márton Áron püspök 1969. április 13-án.

### Püspöki pályafutása
Püspökké szentelték 1990. április 29-én Csíksomlyón, mint Aquae Regiae címzetes püspökét és gyulafehérvári segédpüspököt. Papi és püspöki jelmondata: „Magnificat” (Lk 1,46)
II. János Pál pápa nevezte ki 1992. március 1-jén az örmény szertartású katolikusok apostoli kormányzójává, majd 1994. április 8-án a Gyulafehérvári főegyházmegye érsekévé. Ott is iktatták be 1994. április 21-én.
Ferenc pápa 2019. december 24-én elfogadta lemondását.
Utódja Kovács Gergely.

## Művei
- Bevezetés az Újszövetségbe; Glória, Gyulafehérvár, 1990 (Katolikus teológiai főiskolai jegyzetek)
- Máté evangéliuma; Szent István Társulat, Bp., 1991
- A bizalom és szeretet útja. Papi elmélkedések Kis Szent Teréz lelki gyermeksége szellemében; Gloria, Gyulafehérvár, 1997
- Éveid nem érnek véget. Zsolt. 102,28 = Zsid 1,12. Rövid időszámítástan; s.n., Gyulafehérvár, 1998
- Romániai katolikus, erdélyi protestáns és izraelita vallási archontológia; összeáll. Jakubinyi György; s.n., Gyulafehérvár, 1998
- Szent József tisztelete; Gloria, Gyulafehérvár, 1999
- A szentek nyomában Erdélyben; Gloria, Gyulafehérvár, 2000
- Bevezetés az Ószövetségbe, 1-2.; összeáll. Jakubinyi György; Katolikus Teológiai Főiskola, Gyulafehérvár, 1990 (Katolikus teológiai főiskolai jegyzetek)
- Hirdesd az igét! Gondolatok a vasárnapi és ünnepnapi szentírási szakaszokhoz, 1-2.; s.n., Gyulafehérvár, 1997
- Calea încrederii şi a iubirii. Meditaţii pentru preoţi după calea copilăriei spirituale a Micuţei Tereza (A bizalom és szeretet útja); románra ford. Molnár Gabriela et al.; Casa Cărţii de Ştiinţă, Cluj-Napoca, 2003 (Colecţia cărţii creştine)
- Romániai katolikus, erdélyi protestáns és izraelita vallási archontológia; összeáll. Jakubinyi György; 2. jav., bőv. kiad.; s.n., Gyulafehérvár, 2004
- A szentek nyomában Erdélyben; 2. átdolg., jav. kiad.; Gloria, Gyulafehérvár, 2005
- Hirdesd az igét! Gondolatok a vasárnapi és ünnepnapi szentírási szakaszokhoz; Szent István Társulat, Bp., 2005
- Máté evangéliuma; Szent István Társulat, Bp., 2007 (Szent István bibliakommentárok)
- A Prédikátor könyve; Szent István Társulat, Bp., 2008 (Szent István bibliakommentárok)
- Római katolikus imakönyv; összeáll. Georgius Jakubinyi; 3. jav. kiad.; Verbum, Cluj-Napoca, 2009
- A szentek nyomában Erdélyben; 3. átdolg., jav. kiad.; Verbum, Gyulafehérvár, 2009
- Lisieux-i Szent Teréz egyháztanító; szerk., ford. Jakubinyi György, tan. Guy Gaucher; Sarutlan Karmelita Nővérek, Magyarszék, 2009 (A Kármel látóhatára)
- Romániai katolikus, erdélyi protestáns és izraelita vallási archontológia; 3. jav., bőv. kiad.; Verbum, Kolozsvár, 2010
- Éveid nem érnek véget. Zsolt. 102,28 = Zsid 1,12. Rövid időszámítástan; összeáll. Jakubinyi György.; 3. jav., bőv. kiad.; Verbum, Kolozsvár, 2010
- Jakubinyi György–Katona Farkas: Szent József tisztelete. Egyházi személyek, hitoktatók, családfők és nevelők használatára; Katona Farkas, Zirc, 2016
- Isten szolgája. Márton Áron az erdélyi püspökök sorában; Verbum, Kolozsvár, 2017

## Elismerések
- Fraknói Vilmos-díj (2003)
- Bethlen Gábor-díj (2003)[3]
- A Magyar Köztársasági Érdemrend nagykeresztje (2010)[4]

## Források

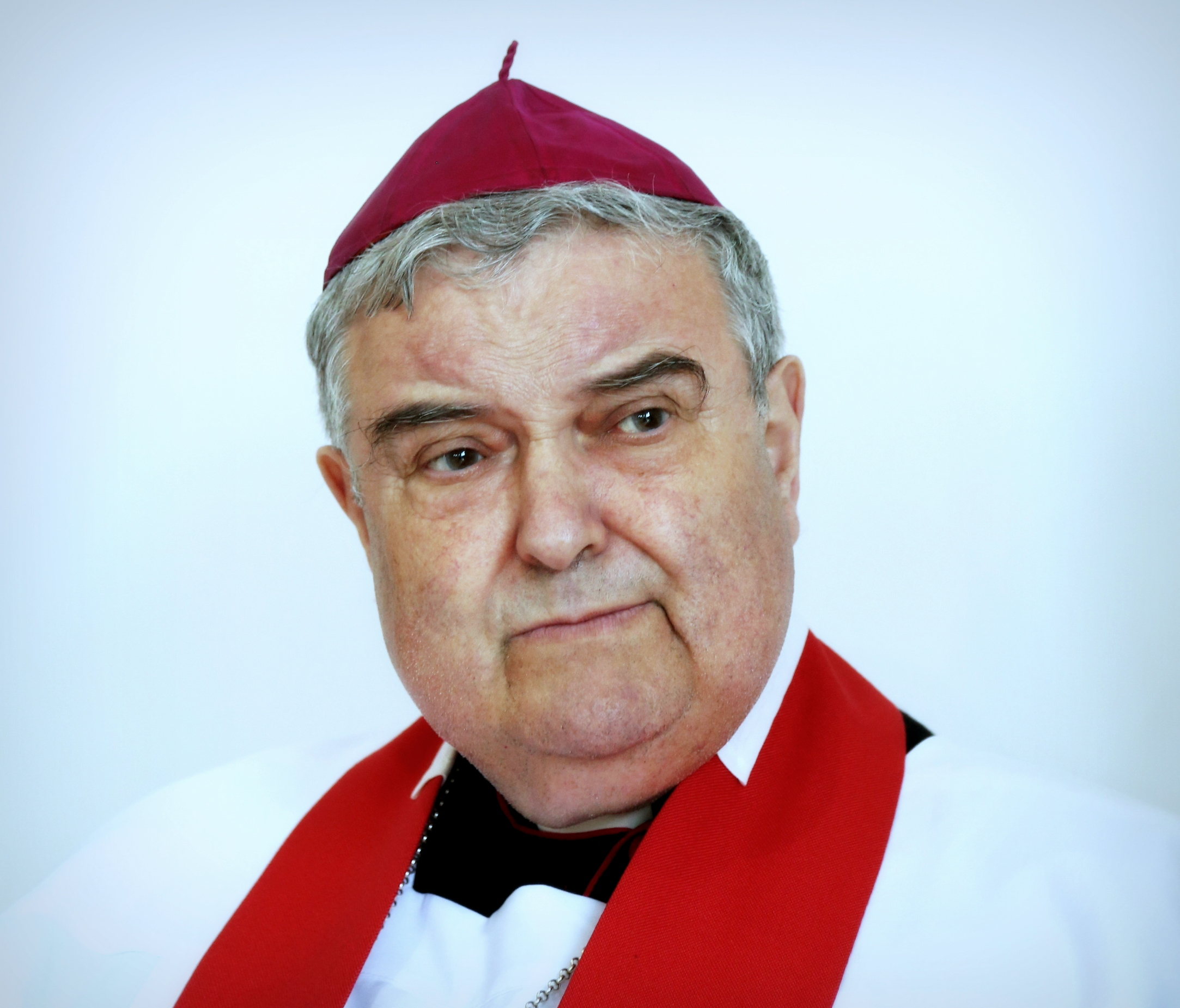
Jakubinyi György